# Bosque nacional de Gallatin
El bosque nacional de Gallatin es un bosque nacional de los Estados Unidos localizado en la parte central del sur del estado de Montana. El área protegida, que fue reconocida como tal en 1899, comprende 8.500 km² y limita con el Parque nacional de Yellowstone por su parte norte y noroeste. El bosque es parte del ecosistema de Greater Yellowstone, una región que comprende casi 81.000 km². El bosque fue nombrado en honor a Albert Gallatin, político, diplomático y Secretario del Tesoro de Estados Unidos.
Hay seis cordilleras dentro de los límites del bosque, entre ellas se encuentran las cordilleras Gallatin, Madison, Bridger y las montañas Beartooth. En las montañas Beartooth se puede encontrar el pico Granito (Granite Peak) que con sus 3.901 m de altura es el punto más alto del bosque y del estado de Montana.
En el ecosistema del bosque podemos encontrar más de 300 especies de fauna salvaje, entre ellas el Wapití, el ciervo mulo, el alce, el bisonte americano, el muflón de las Rocosas, el berrendo, el puma y el oso negro americano.